# Gole del Lupo
Le gole del Lupo costituiscono un canyon naturale nel territorio di Ribera, comune italiano della provincia di Agrigento in Sicilia.
Formate dal fiume Verdura in prossimità del castello di Poggiodiana, sono di modeste dimensioni, immerse tra agrumeti e frutteti.